# سد رونتازون
سد رونتازون (به لاتین: Reventazón Dam) یک سد و نیروگاه برقابی در کاستاریکا است که در استان لیمون واقع شده‌است.